# Norwegische Meisterschaften im Biathlon 1968
Die norwegischen Meisterschaften im Biathlon 1968 fanden am 24. und 25. Februar 1968 in Kongsvinger, Hedmark statt. Ausgetragen wurden ein Einzelwettkampf über 20 Kilometer sowie ein Staffelrennen mit vier Startern pro Team.
Auch zum dritten Mal in Folge gewann Jon Istad den Meistertitel, den Juniorenwettkampf entschied Erik Helle für sich.

## Männer

### Einzel (20 km)
| Platz | Starter          | Verein           | Zeit      | Treffer |
| ----- | ---------------- | ---------------- | --------- | ------- |
| 1     | Jon Istad        | HV-10/Voss       | 1:20:25 h | 16      |
| 2     | Ola Wærhaug      | HV-04/Skedsmo    | 1:21:12 h | 17      |
| 3     | Ivar Nordkild    | HV-15/Hålogaland | 1:21:25 h | 14      |
| 4     | Kjell Hovda      | HV-06            | 1:21:44 h | 15      |
| 5     | Torgeir Tallerås | Folldal          | 1:22:20 h | 14      |
| 6     | Magnar Solberg   | Trondheim        | 1:22:29 h | 13      |
| 7     | Ragnar Tveiten   | HV-02/OPIL       | 1:22:47 h | 14      |
| 8     | Esten Gjelten    | HV-05/Tolga      | 1:23:14 h | 16      |
| 9     | Lars Tørresvold  | HV-12/Trondheim  | 1:23:22 h | 14      |
| 10    | Olav Jordet      | HV-05/Tolga      | 1:23:25 h | 18      |

Start: 24. Februar 1968

### Staffel (4 × 7,5 km)
| Platz | Starter                                                    | Region            | Zeit      |
| ----- | ---------------------------------------------------------- | ----------------- | --------- |
| 1     | Esten Gjelten Olav Jordet Lars Tørresvold Torgeir Tallerås | Nord-Østerdal     | 1:50:41 h |
| 2     | Odd Lunde Kåre Hovda Kjell Hovda Ragnar Tveiten            | Numedal           | 1:55:23 h |
| 3     | Øystein Roland Jens J. Nygård Jonas Roland Bernt Rønningen | Gudbrandsdal      | 1:55:53 h |
| 4     |                                                            | Hardanger og Voss | 1:56:10 h |

Start: 25. Februar 1968

Den Juniorenwettkampf entschied die Staffel Østerdals (Knut Løvåsen, Kjell Løvåsen, Tor Svendsberget) für sich.